# 青木柚
青木 柚（あおき ゆず、2001年〈平成13年〉2月4日 - ）は、日本の俳優（元子役）。神奈川県出身。ユマニテ所属。

## 経歴
- 2010年、劇団ひまわりに所属し活動を始める。
- 2018年5月29日、LINE BLOGを開始（2019年5月に閉鎖）。
- 2018年12月14日、映画『暁闇』で『MOOSIC LAB 2018』男優賞を受賞。
- 2019年4月30日付で約9年間所属していた劇団ひまわりを退団したことを自身のInstagramで発表した[3]。
- 2021年1月1日、ユマニテへの正式な所属が発表された。

## 人物
- 3つ上の兄がいる[4]。
- ターニングポイントになった作品は『14の夜』。
- 『アイスと雨音』の共演者とは今でもプライベートの付き合いがある。
- 影響を受けた映画は園子温監督の『愛のむきだし』。
- 好きなホラー作品は『CURE』『テナント/恐怖を借りた男』『ストレンジャー・シングス 未知の世界』。
- 尊敬している役者として菅田将暉、北村匠海、柄本佑、若葉竜也、仲野太賀、加瀬亮や所属事務所のユマニテの俳優陣をあげている。
- 兄の影響でAAAを聴き始める。
- BE：FIRSTをオーディションの時から応援している。
- 好きな女性のタイプは、想像力のある人。

## 出演

### テレビドラマ
- ヘブンズ・フラワー The Legend of ARCANA 第2話（2011年1月21日、TBS）
- 京都南署鑑識ファイル6（2011年8月13日、テレビ朝日） - 桂木颯 役[5]
- パンドラIII 革命前夜（2011年10月 - 11月、WOWOW） - 神林洋介（幼少期） 役[6]
- プラチナタウン（2012年8月 - 9月、WOWOW） - 熊沢健太 役[7]
- おはスタ バトロボーグ20激闘大運動会（2012年9月24日 - 28日、テレビ東京） - シュウ 役[8]
- リーガル・ハイ 第2期 第6話（2013年11月13日、フジテレビ） - 宇田川火星 役
- 屋根裏の恋人 第3話（2017年6月17日、フジテレビ）[9]
- 芙蓉の人〜富士山頂の妻（2014年7月26日 - 9月6日、NHK総合） - 野中到（幼少期） 役
- 過保護のカホコ 第3話（2017年7月26日、日本テレビ）[10]
- 名刺ゲーム 第4話（2017年12月2日 - 23日、WOWOW） - 高校生 役[11]
- カラスになったおれは地上の世界を見おろした。（2018年11月10日、NHK BSプレミアム） - 坂口雅彦（少年時代） 役
- カカフカカ-こじらせ大人のシェアハウス-（2019年4月26日 - 6月28日、MBS） - 本行智也（中学時代） 役
- 死にたい夜にかぎって（2020年2月24日 - 3月31日、MBS） - 小野浩史（高校時代） 役[12]
- 女子高生の無駄づかい 最終話（2020年3月6日、テレビ朝日）[13]
- 夢の本屋をめぐる冒険（2020年8月18日 - 19日、NHK総合） - お客さん 役[14]
- あのコの夢を見たんです。 第6話（2020年11月6日、テレビ東京）- 岩橋渉 役[15]
- 相棒 season19 正月スペシャル（2021年1月1日、テレビ朝日） ‐ 大沼直樹 役[16]
- 夢中さ、きみに。（2021年1月8日 - 、MBS他5局） ‐ 平田 役[17]
- アノニマス〜警視庁“指殺人”対策室〜 第3話（2021年2月8日、テレビ東京系） - 片山蓮 役[18]
- よるドラ きれいのくに（2021年4月12日 - 5月31日、NHK総合） - 青木誠也 役[19]
- プロミス・シンデレラ（2021年7月13日 - 9月14日、TBS） - 下山和樹 役[20]
- 24時間テレビ ドラマスペシャル『生徒が人生をやり直せる学校』（2021年8月21日、日本テレビ） - 田島湊斗 役[21]
- 踊り場にて（2021年12月30日、フジテレビ） - 佐藤正宗 役[22]
- 連続テレビ小説 カムカムエヴリバディ 第86回 - 最終回（2022年3月3日 - 4月8日、NHK） - 大月桃太郎 役[23]
- 夜のあぐら ～姉と弟と私～（2022年4月9日、BS松竹東急） - 安藤 役
- 今度生まれたら 第1話（2022年5月8日、NHK BSプレミアム） - 山賀敏男（青年期）役
- ワンナイト・モーニング（2022年8月5日 - 9月23日、WOWOW） - 最終話「肉まん」主演・重松純 役（筧美和子とのW主演）[24]
- 最初はパー（2022年10月28日 - 12月16日、テレビ朝日） - 木島大和 役[25]
- 往生際の意味を知れ!（2023年3月8日 - 4月26日、MBS・TBS） - 主演・市松海路 役（見上愛とのW主演）[26]
- 金曜ドラマ（TBS）
  - 100万回 言えばよかった 最終話（2023年3月17日） - 鳥野拓海 役[27]
  - 笑うマトリョーシカ（2024年6月28日 - 9月6日） - 清家一郎（学生時代） 役[28]
- 藤子・F・不二雄 SF短編ドラマ「親子とりかえばや」（2023年4月23日、NHK BSプレミアム・NHK BS4K） - 主演・相良甚六 役（吹越満とのW主演）[29]
- 連続ドラマW 0.5の男（2023年5月28日 - 6月25日、WOWOW） - 玉虫 役[30]
- 最高の教師 1年後、私は生徒に■された 第4話 - 最終話（2023年8月5日 - 9月23日、日本テレビ） - 浜岡修吾 役[31]
- すべて忘れてしまうから（2022年9月14日 - Disney+、2023年10月13日 - 12月15日深夜、テレビ東京） - 泉真一 役[32]
- 夜ドラ ユーミンストーリーズ 第1週「青春のリグレット」（2024年3月4日 - 7日、NHK総合） - ヒカル 役[33]
- VRおじさんの初恋（2024年4月1日 - 5月23日、NHK総合） - 荒井優人 役[34]
- Re:リベンジ-欲望の果てに-（2024年4月11日 - 6月20日、フジテレビ） - 天堂佑馬 役[35]
- パンドラの果実〜科学犯罪捜査ファイル〜 最新章SP （2024年6月16日、日本テレビ） - 青柳結弦 役[36]
- 風のふく島 第9話（2025年3月8日、テレビ東京） - 関根昇也 役[37]　※第9話主演
- じゃあ、あんたが作ってみろよ（2025年10月〈予定〉 - 、TBS） - ミナト 役[38]

### 映画
- 平成ライダー対昭和ライダー 仮面ライダー大戦 feat.スーパー戦隊（2014年3月29日） - 葵柊 役
- 14の夜（2016年12月24日） - 多田ミツル 役
- アイスと雨音（2018年3月3日） - 柚 役
- 素敵なダイナマイトスキャンダル（2018年3月17日） - 中学生 役
- 累-かさね-（2018年9月7日） - スマホの高校生 役
- コーヒーが冷めないうちに（2018年9月21日、東宝） - 時田流（高校時代） 役
- 教誨師（2018年10月6日） - 佐伯健一 役
- アンダー・ユア・ベッド（2019年7月19日） - 三井直人（中学時代） 役
- 暁闇（2019年7月20日） - 主演・コウ 役
- サクリファイス（2020年3月6日） - 主演・沖田 役[39]
- さくら（2020年11月13日） - 打本拓史 役[40]
- 砕け散るところを見せてあげる（2021年4月9日） - クラスメイト 役[41]
- 胸が鳴るのは君のせい （2021年6月4日）- 安田 役[42]
- うみべの女の子（2021年8月20日） - 主演・磯辺恵介 役（石川瑠華とのW主演）[43]
- MINAMATA-ミナマタ- Minamata（2021年9月23日）- シゲル 役[44]
- スパゲティコード・ラブ（2021年11月26日） - 赤羽圭 役[45][46][47]
- グッバイ・クルエル・ワールド（2022年9月9日） - 浜田の手下 役[48]
- よだかの片想い（2022年9月16日） - 原田 役[49]
- はだかのゆめ（2022年11月25日） - 主演・ノロ 役[50]
- 終末の探偵（2022年12月16日） - 佐藤翔 役[51]
- 神回（2023年7月21日） - 主演・沖芝樹 役[52]
- Love Will Tear Us Apart（2023年8月19日） - 小林幸喜 役[53][54]
- まなみ100%（2023年9月29日） - 主演・ボク 役（中村守里とのW主演）[55]
- The Night Before 飛べない天使（2023年12月15日） - 主演・辻聡太郎 役（福地桃子とのW主演）[56]
  - 天使の集まる島（2025年8月29日公開予定）[57][58]
- 不死身ラヴァーズ（2024年5月10日） - 田中 役[59]
- 愛に乱暴（2024年8月30日） - 浅尾 役[60]
- 港に灯がともる（2025年1月17日） - 金子滉一 役[61][62]
- アンジーのBARで逢いましょう（2025年4月4日） - 麟太郎 役[63]
- 秒速5センチメートル（2025年10月10日公開予定） - 遠野貴樹（高校時代） 役[64]

### 短編映画
- お前の歌が、歌える時が来るまでは（2017年） - 松浦弟 役
- ひとひら（2018年） - 陽一 役
- またね（2019年） - たっくん 役
- 昼の迷子（2020年）
- なぎさ（2021年）[65]
- 醒めてまぼろし（2021年） - 吉田 役[66]
- 夢の雫と星の花（2022年） - 一宮亮 役[67]

### ウェブドラマ
- INDIEZ「タスクとリンコ」（2019年1月14日 - 21日、YouTube） - 中山和希 役
- INDIEZ「主人公」（2019年9月2日 - 10月7日、YouTube） - 宇野亘 役
- 上下関係（2021年7月30日 - 10月1日、LINE縦型ドラマ）
- DEATHきゅんループは止まらない！ （2022年1月24日 - 3月30日、LINE縦型ドラマ） - レオ 役
- すべて忘れてしまうから（2022年9月14日 - 11月16日、Disney+） - 泉 役[68][注 1]

### 配信
- TSUTAYAプレミアムドラマ「死にたい夜にかぎって」特別編『あとがき』（2020年3月31日） - 小野浩史（高校時代） 役[69]
- Amzon Prime Video オムニバス映画『緊急事態宣言』『デリバリー2020』（2020年8月28日）[70]
- すべて忘れてしまうから（2022年9月14日、ディズニープラス） - 泉役[71]
- モアザンワーズ/More Than Words（2022年9月16日、Amazon Prime Video） - 妹尾槙雄 役[72]
- EVOL（2023年11月3日、DMM TV） - 主演・ノゾミ 役[73][74]

### 舞台
- 劇団昴『谷間の女たち widows』（2015年10月17日 - 25日、あうるすぽっと）
- 今泉力哉と玉田企画『街の下で』（2019年10月24日 - 11月4日、こまばアゴラ劇場） - 水上祐介 役[75]
- カモメよ、そこから銀座は見えるか？（2023年6月3日 - 6月25日〈予定〉、本多劇場 他）[76]

### テレビアニメ
- TERRAFORMARS 第5話（2014年10月25日、TOKYO MX） - 春風桜人 役

### 劇場版アニメ
- スタードライバー THE MOVIE（2013年2月9日） - ポケット・ザメク 役

### ラジオドラマ
- FMシアター（NHK-FM）
  - 海電（UMIDEN）（2011年5月28日）
  - 星空ロック（2014年8月30日） - レオ 役
  - シュガー・ソネット（2015年6月13日）
  - 風波（2018年8月25日）
  - 手を振る仕事（2021年4月24日）
  - エリートピッチャーにさよなら（2022年6月18日） - 主演・相田光太郎 役[77]
- 青春アドベンチャー（NHK-FM）
  - 海に降る（2012年11月19日 - 11月30日）
  - また、桜の国で（2017年8月28日 - 9月15日）
  - カムパネルラ（2018年9月10日 - 9月21日）
- イヤードラマ ぷく友（2022年2月7日 - 3月7日） - 安田くん役

### 吹き替え
- インターステラー（クープ）
- GODZILLA ゴジラ（フォード〈少年時代〉[78]）
- チャーリーとローラ 〜クリスマススペシャル〜（マーブ[79]）
- ティモシーの小さな奇跡（ティモシー・グリーン）
- トランスフォーマー/ロストエイジ（野球少年1）
- 馬医[80]
- ピクセル（クーパー少年）
- リンカーン
- ローン・レンジャー（ウィル[81]）
- X-MEN:フューチャー&パスト

### ミュージックビデオ
- Karin.『青春脱衣所』（2019年）
- DISH//『あたりまえ』（2021年）[82]
- 乃木坂46 遠藤さくら 個人PV『言えない。』（2021年）
- YOASOBI『あの夢をなぞって （Ballade Ver.）』 - スマホ映画『夢の雫と星の花』コラボスペシャルムービー（2022年）[83]
- Uru『それを愛と呼ぶなら』（2022年）[84]
- iri『染』（2022年）[85]
- This is LAST『Strawberry』（2024年）[86]

### CM
- 象印マホービン「象印姉妹」シリーズ『ホットプレートのあるくらし』篇 - 三女の彼氏 役[87][88]
- バンダイナムコエンターテインメント『機動戦士ガンダム EXTREME VS. マキシブーストON』「PS4で、あの頃の続きだ。」[89]
- カロリーメイト「Midnight Train」篇 [90]
- Spotify「Spotify Premium」
- 日本マクドナルド「夜マック」『倍バーガー』篇
- パチンココンコルド 「コンコル土鍋3 私と息子とコンコル土鍋」「コンコル土鍋5 私とみんなとコンコル土鍋」篇（2022年）
- サントリー「大人じゃん。」（2023年・2025年）（西田尚美と親子を演じた）[91]
- 山口フィナンシャルグループ「ユズの場合編30秒」「ユズの場合編60秒」「ユズの場合編WEB限定ロングVer」（2022年）、「ユズの場合#2 30秒」「ユズの場合#2 60秒」「ユズの場合#2 WEB限定ロングVer」（2023年）[92]
- ヘーベルハウス「家族人数ぶんの幸せ。」篇（2024年9月 - ）[93]
- Amazon「きっと、もっと、うまくいく。」（笑顔のリレー）篇（2025年1月9日 - ）
- JR東日本 JR SKISKI「白と熱。」（2025年1月20日 - ）[94][95]
- サントリー食品インターナショナル 伊右衛門「心に、京都を。春。」篇（2025年3月3日 - ）[96]

### WEB
- WEB「EYESCREAM」 特集:Dear Upcoming Actors ＃3 青木柚
- 『HOUYHNHNM（フイナム）』「路地裏てぃーん。」[97]
- ELE 「UNDER 22 BOYS 」[98]
- GINZA[99]
- W online[100]
- bizSPA!フレッシュ（ビズスパ）[101]
- CREA 厳選「いい男大図鑑」[102]
- 日経XTREND ネクストブレイクファイル第5回[103]

### その他
- 『MOOSIC LAB 2017』（メインビジュアルモデル）
- TBSバラエティ「教えてもらう前と後 池上彰と日本が動いた日『君たちはどう生きるか』SP」内 再現ドラマ（2018年5月1日） - 浦川（アブラアゲ） 役[104]
- radiko ブランドムービー「その音は、」[105]
- ボクらの時代（2024年6月9日、フジテレビ）※河合優実×見上愛×青木柚[106]

### 雑誌
- 宣伝会議 6月号（2021年5月1日、宣伝会議）[107]
- ロケーションジャパン 105号（2021年5月15日）[108]
- an・an No.2260 2021年 8/4号（2021年7月28日）[109]
- POPEYE No. 893 特集「真夏のホラー大冒険。」内『ぼくの好きなホラー』（2021年8月6日）[110]
- BARFOUT! 2021年9月号 VOLUME 312（2021年8月20日、ブラウンズブックス）[111]
- 装苑 2021年11月号 連載『装苑男子』（2021年9月28日、文化出版局）[112]
- 日経エンタテインメント! 2022年2月号 特集『2022年の新主役100人』俳優編（2022年1月4日）[113]
- SPUR 2022年3月号 連載「タダモノではない彼」（2022年1月21日）[114]
- 日経エンタテインメント! 2022年3月号 特集『2022年の新主役100人』俳優に聴いた新スタンダード（2022年2月4日）

## 受賞
- 『MOOSIC LAB 2018』男優賞（映画「暁闇」）